# Dosso di Costalta
Il Dosso di Costalta (1955 m) (Costàlta, Dòs de Costalta o Cima de Costàlta in dialetto pinetano; Costàlta o Costàlta Pèrg in mocheno), è, praticamente, l'unica cima significativa della piccola catena boscosa di Costalta che sovrasta gran parte del comune di Baselga di Piné (versante ovest) e della valle dei Mocheni (versante est - versante mocheno italiano). Questo monte appartiene alla catena del Lagorai.
Sul versante pinetano ci sono due sorgenti di acqua ferruginosa-arsenicale: l'acqua forte.
Sull'altro versante, invece, sorgono le più note sorgenti minerali di Sant'Orsola.
Il passo Redebus la divide dal Gruppo (o Massiccio) del monte Croce.

## La dorsale di Costalta
La dorsale di Costalta, della quale l'omonimo Dosso di Costalta ne costituisce la maggiore elevazione, è una modesta catena montuosa che fa parte del Lagorai Occidentale. Nello specifico, questa dorsale corrisponde al ramo più a Sud-Ovest dell'intero Lagorai.
È inoltre la continuazione di una delle catene che si propagano dalla vetta del monte Croce (2490 m). Ed è il passo del Redebus (1455 m) che la separa nettamente dalla prima parte (che va dal monte Croce 2490 m al monte Lemperpech 2008 m). La prominenza del Dosso di Costalta, risulta quindi di 500 m.
Dal Dosso di Costalta, la dorsale si dirama in direzione sud/sud-ovest, fino a raggiungere la conca di Pergine Valsugana, dove termina con dei modesti colli boscosi.
Dalla dorsale principale, si propagano due dorsali minori, rivolte verso la val dei Mocheni. Sulla prima di queste, si trovano i pascoli di malga Camboncoi (1705 m) e malga Pez (1583 m). Nei pressi di queste malghe si trovano il Sass di Sant'Orsola (1641 m) e il Doss Moroi (1591 m).
La seconda dorsale minore, più corta della prima, si propaga dai pascoli della cima del Dosso di Costalta. Su questa dorsale si trova la modesta elevazione del Col de Sporcela (1724 m).

### Elevazioni della dorsale di Costalta
- Anticima Nord (1910 m)
- Dosso di Costalta (1955 m)
- Cadinel Bass (1828 m)
- Dosso dei Pini (1540 m)
- La Brada o Cros de Mala (1583 m)
- Doss dei Fonghi (1503 m)
- Doss de la Perina (1455 m)
- Monte Calvo (2 cime: 1411 m e 1441 m)
- Doss del Pratond (1134 m)
- La Predoccia (981 m)
- Casteller (853 m)
- Montesei di Serso (620 m)

## Attività estrattiva
Negli anni '50 del 1900, furono aperte due attività estrattive sulla parte sommitale del Dosso di Costalta, distanti poche centinaia di metri tra loro: la cava di Costalta di Miola (nel territorio comunale di Baselga di Piné, sul versante pinetano) e la cava di Costalta di Sant'Orsola (nel territorio dell'omonimo comune, sul versante mocheno).
In queste cave si estraeva il porfido e furono costruite nei pressi delle baracche per i cavatori, ora ridotte a ruderi. Queste due attività estrattive si servivano di teleferiche per il trasporto a valle del porfido. Vista la vicinanza alle ben più note e redditizie cave di porfido di Piné e della Val di Cembra, vista la difficile accessibilità alle cave: si trovano in quota e non ci sono strade percorribili con veicoli per raggiungerle (quindi si doveva per forza andarci a piedi da valle) e vista la scarsa qualità del porfido, furono abbandonate dopo circa 10 anni dall'apertura.

## Galleria d'immagini

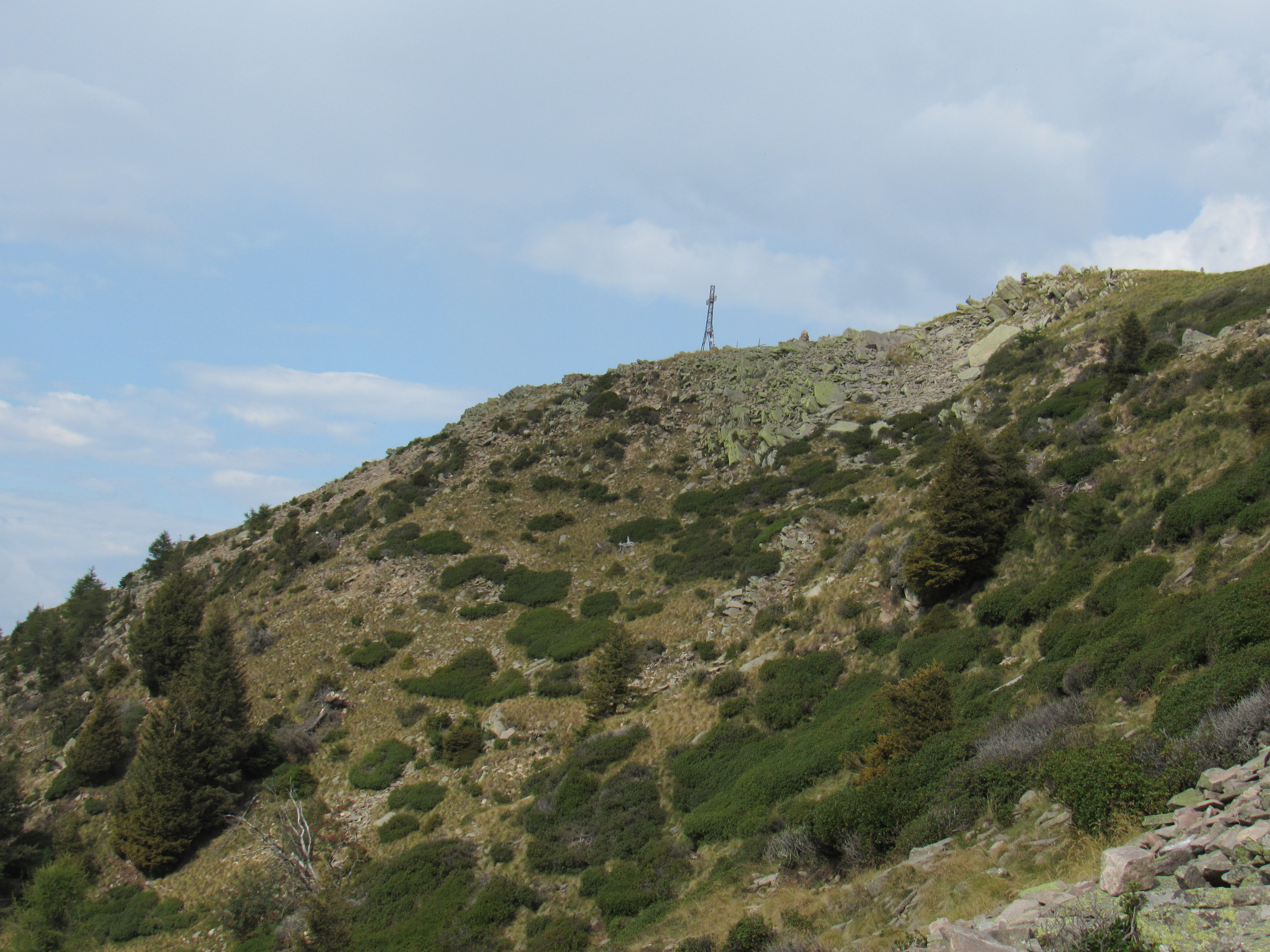
La sommità del Dosso di Costalta, con gli affioramenti porfirici e la grande croce metallica di vetta.
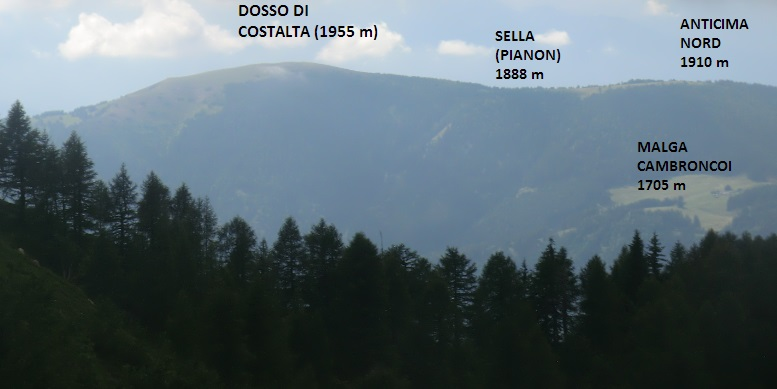
Costalta vista da poco sopra il Lago d'Erdemolo.
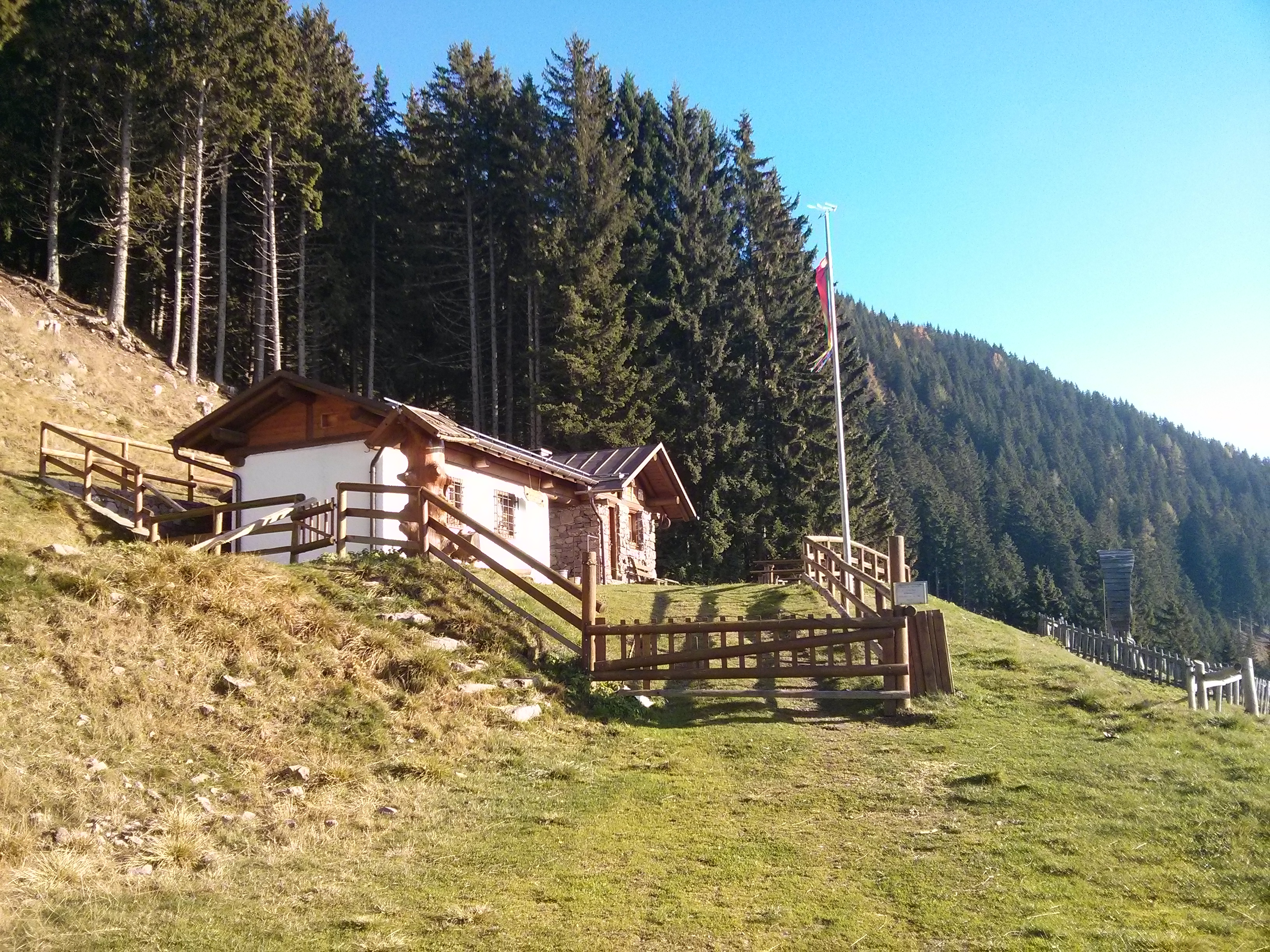
"La Casara", il bivacco posto a 1647 metri di quota, sulla strada forestale che da Miola, porta verso la cima di Costalta.
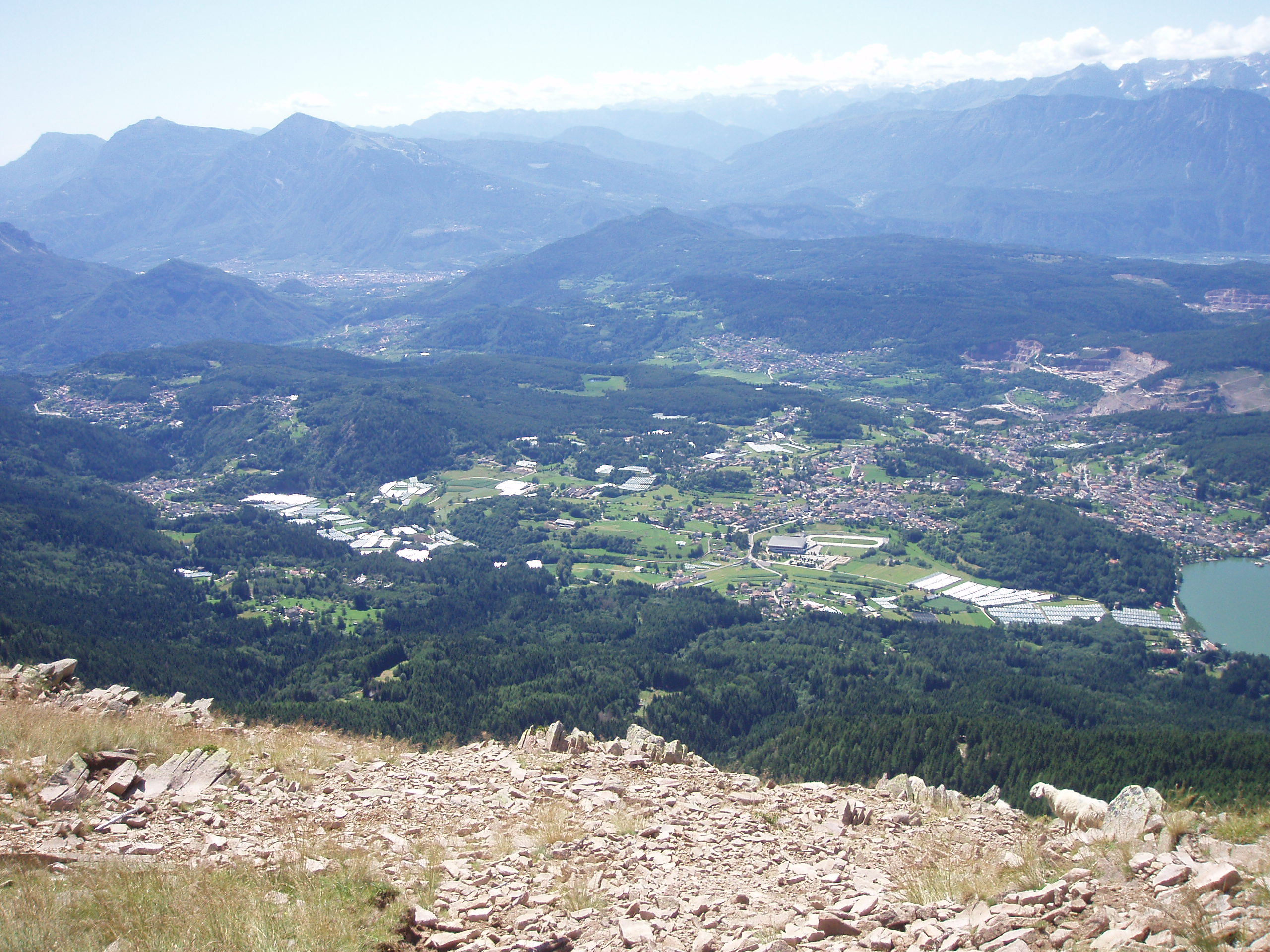
Panorama verso l'altopiano di Piné, dalla cima del Dosso di Costalta.
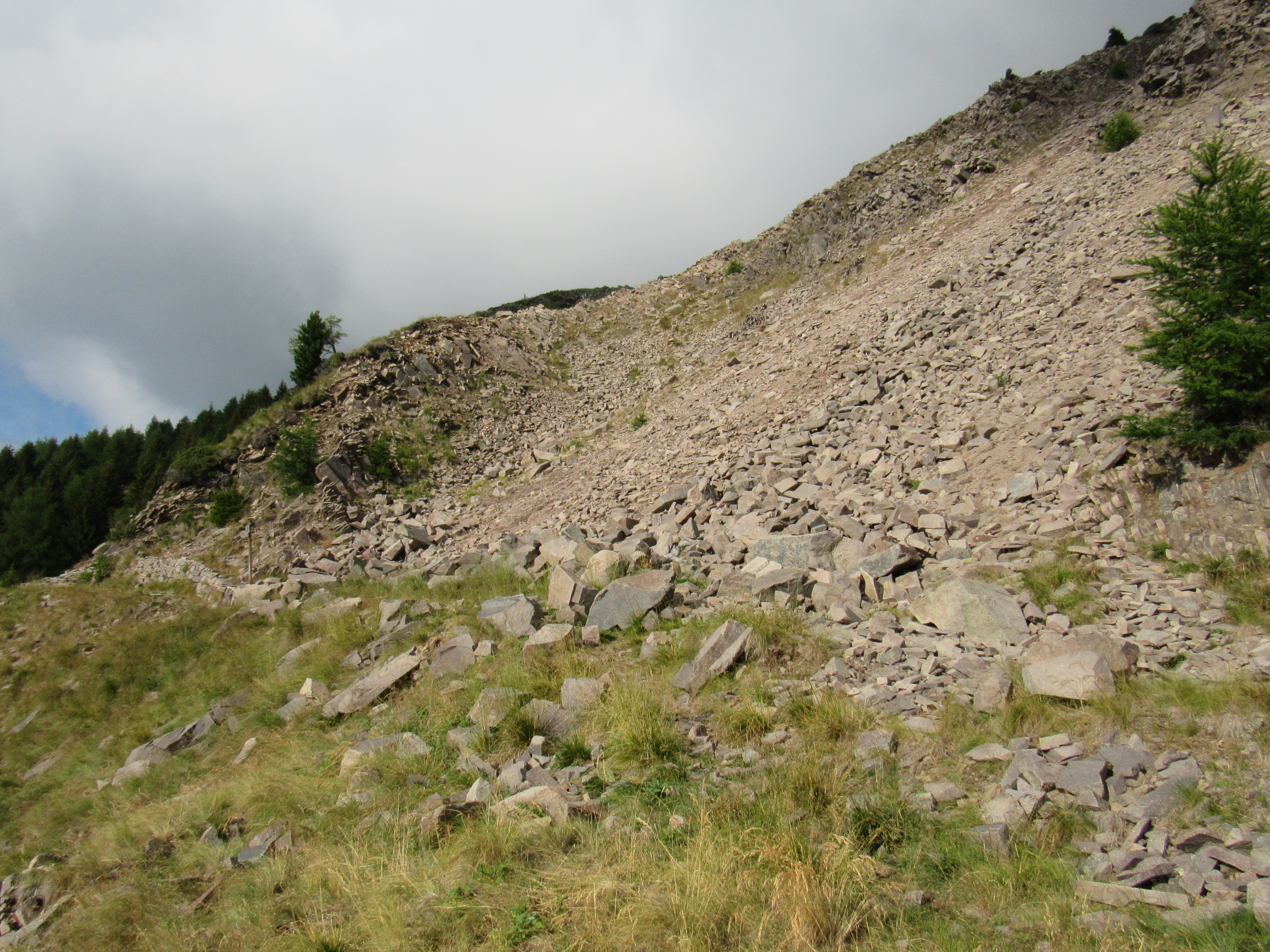
La cava di Miola.
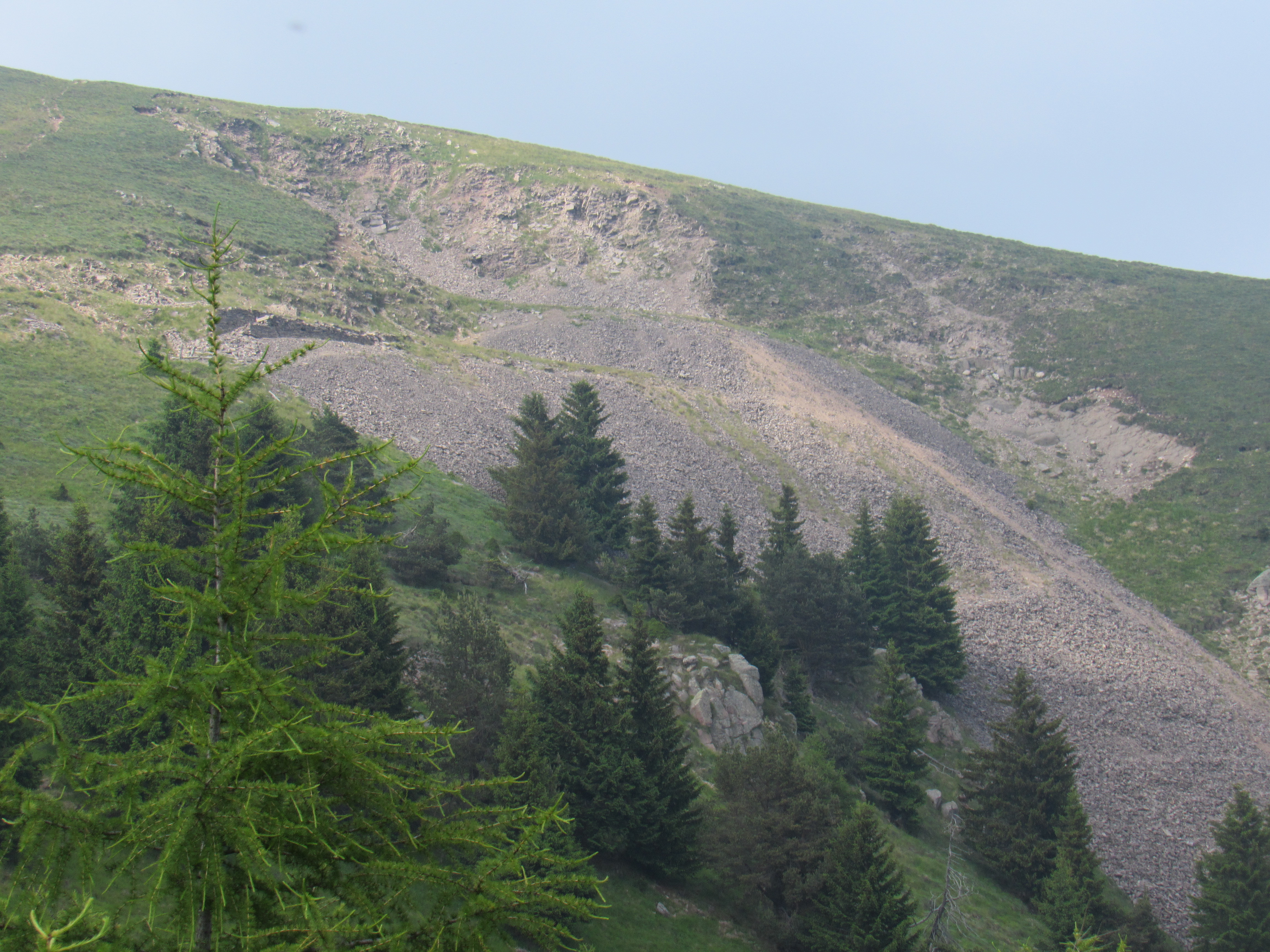
La cava di Sant'Orsola.